# 직교 스펙트럼
호모토피 이론에서 직교 스펙트럼(直交spectrum, 영어: orthogonal spectrum)은 직교군의 등변 작용을 갖춘 스펙트럼의 일종이다. 이들의 범주는 분쇄곱을 가져 대칭 모노이드 범주를 이루며, 따라서 그 속에서 환 스펙트럼이 잘 정의된다.

## 정의
{\displaystyle \operatorname {CGWH} }가 콤팩트 생성 약한 하우스도르프 공간의 범주라고 하자. 이는 (모든 위상 공간의 범주와 달리) 데카르트 닫힌 범주를 이룬다. 이 범주에 대하여, 점을 가진 공간의 범주
{\displaystyle \operatorname {CGWH} _{\bullet }=\operatorname {CGWH} \backslash \{\bullet \}}
를 한원소 공간 {\displaystyle \{\bullet \}} 위의 쌍대 조각 범주로서 취할 수 있다. 이제, 곱공간과 분쇄곱 연산은 이 범주에서 취한다고 하자.
{\displaystyle G}가 다음 세 가지 가운데 하나라고 하자.
| 이름               | {\displaystyle G(n)}                                            | {\displaystyle \mathbb {K} }             | {\displaystyle k=\dim _{\mathbb {R} }\mathbb {K} } | {\displaystyle G}구조 스펙트럼의 이름        |
| ------------------ | --------------------------------------------------------------- | ---------------------------------------- | -------------------------------------------------- | -------------------------------------------- |
| 직교군             | {\displaystyle \operatorname {O} (n)}                           | {\displaystyle \mathbb {R} } 실수체      | 1                                                  | 직교 스펙트럼(영어: orthogonal spectrum)     |
| 유니터리 군        | {\displaystyle \operatorname {U} (n)}                           | {\displaystyle \mathbb {C} } 복소수체    | 2                                                  | 유니터리 스펙트럼(영어: unitary spectrum)    |
| 콤팩트 심플렉틱 군 | {\displaystyle \operatorname {USp} (2n)=\operatorname {Sp} (n)} | {\displaystyle \mathbb {H} } 사원수 대수 | 4                                                  | 심플렉틱 스펙트럼(영어: symplectic spectrum) |
다음과 같은 범주 {\displaystyle {\mathcal {V}}_{\mathbb {K} }}를 생각하자.
- {\displaystyle {\mathcal {V}}_{\mathbb {K} }}의 대상은 유한 차원 {\displaystyle \mathbb {K} }-내적 공간이다.
- {\displaystyle {\mathcal {V}}_{\mathbb {K} }}의 사상은 같은 차원의 내적 공간 사이의 유니터리 변환들이다. 즉, 그 사상 집합은 {\displaystyle \hom _{{\mathcal {V}}_{\mathbb {K} }}(V,V)\cong G(\dim _{\mathbb {K} }V)}이다.

이는 내적 공간의 직합에 대하여 대칭 모노이드 범주를 이룬다. 실수 {\displaystyle nk}차원 유클리드 공간 {\displaystyle V}의 알렉산드로프 콤팩트화 {\displaystyle {\hat {V}}}는 {\displaystyle nk}차원 초구 {\displaystyle \mathbb {S} ^{nk}}이며, 이에 따라 함자
{\displaystyle {\hat {\color {White}m}}\colon {\mathcal {V}}\to \operatorname {CGWH} _{\bullet }}
가 존재한다. (밑점은 알렉산드로프 콤팩트화에 의하여 추가된 점이다.)
이 경우, {\displaystyle G}구조 스펙트럼(영어: spectrum with {\displaystyle G}-structure) {\displaystyle X}는 다음과 같은 데이터로 구성된다.:Definition 7.2
- 함자 {\displaystyle X\colon {\mathcal {V}}_{\mathbb {K} }\to \operatorname {CGWH} _{\bullet }}. {\displaystyle n}차원 내적 공간의 상을 {\displaystyle X(n)=X(\mathbb {K} ^{n})\in \operatorname {CGWH} _{\bullet }}이라고 하자. 특히, {\displaystyle X(n)} 위에는 {\displaystyle \operatorname {Aut} _{{\mathcal {V}}_{\mathbb {K} }}(\mathbb {K} ^{n})=G(n)}의 연속 작용이 주어진다.
- 각 {\displaystyle V,W\in {\mathcal {V}}_{\mathbb {K} }}에 대하여, 밑점을 보존하는 연속 함수 {\displaystyle f_{V,W}\colon {\hat {V}}\wedge X(W)\to X(V\oplus W)}. 이를 구조 사상(構造寫像, 영어: structure map)이라고 한다. 이는 또한 다음 조건들을 만족시켜야 한다.
  - (등변성) {\displaystyle f_{V,W}\colon {\hat {V}}\wedge X(W)\to X(V\oplus W)}는 {\displaystyle G(V)\times G(W)}의 작용에 대하여 등변 함수이다.
  - (항등원) {\displaystyle f_{0,V}=\operatorname {id} _{X(V)}} (항등 함수)
  - (결합성) {\displaystyle f_{W,U\oplus V}\circ f_{V,U}=f_{W\oplus V,U}\colon {\widehat {W\oplus V}}\wedge X(U)\to X(W\oplus V\oplus U)}이다. (여기서 초구의 분쇄곱 사이의 표준적 사상 {\displaystyle {\widehat {W\oplus V}}\cong {\widehat {W}}\wedge {\hat {V}}}를 사용하였다.)

두 직교 스펙트럼 {\displaystyle X}, {\displaystyle Y} 사이의 사상은 구조 사상과 호환되는 자연 변환 {\displaystyle f\colon X\to Y}이다. 여기서 구조 사상과 호환된다는 것은 다음 그림이 가환한다는 것이다.
{\displaystyle {\begin{matrix}X(V)\wedge \mathbb {S} ^{k}&{\xrightarrow {f_{V}\wedge \mathbb {S} ^{k}}}&Y(V)\wedge \mathbb {S} ^{k}\\\downarrow &&\downarrow \\X(V\oplus \mathbb {K} )&{\xrightarrow[{f_{V\oplus \mathbb {K} }}]{}}&Y(V\oplus \mathbb {K} )\end{matrix}}}
{\displaystyle \mathbb {K} =\mathbb {R} }일 때, 직교군 구조 스펙트럼을 줄여서 직교 스펙트럼이라고 한다. 마찬가지로, {\displaystyle \mathbb {K} =\mathbb {C} }인 경우는 유니터리 스펙트럼, {\displaystyle \mathbb {K} =\mathbb {H} }인 경우는 심플렉틱 스펙트럼이다.

## 성질
대칭군 {\displaystyle \operatorname {Sym} (n)}은 {\displaystyle \operatorname {O} (n)}의 부분군이므로, 직교 스펙트럼은 (추가 구조를 갖춘) 대칭 스펙트럼이다.
직교 스펙트럼 {\displaystyle X}의 안정 호모토피 군(영어: stable homotopy group)은 다음과 같다.
{\displaystyle \pi _{\bullet }(X)=\varinjlim _{n\to \infty }\pi _{\bullet +n}(X(\mathbb {R} ^{n}))}
직교 스펙트럼 사이의 약한 동치(영어: weak equivalence)는 안정 호모토피 군의 동형을 유도하는 직교 스펙트럼 사상이다. 이에 따라 직교 스펙트럼의 범주 위에는 모형 범주 구조가 존재하며, 이에 따른 호모토피 범주는 다른 스펙트럼 범주의 호모토피 범주와 동치이다.

## 예

### 현수 스펙트럼
임의의 콤팩트 생성 약한 하우스도르프 공간 {\displaystyle X}가 주어졌다고 하자. 그렇다면,
{\displaystyle X(V)={\hat {V}}\wedge X}
를 정의하고, 그 위의 {\displaystyle G(V)} 작용은 {\displaystyle V} 위의 작용으로부터 유도된다고 하자. 그 위의 구조 사상은 초구의 분쇄곱 사이의 동형으로부터 유도된다. 그렇다면, 이는 {\displaystyle G}구조 스펙트럼을 이룬다. 이를 {\displaystyle X}의 현수 스펙트럼(영어: suspension spectrum)이라고 한다.
특히, {\displaystyle X=\mathbb {S} ^{0}}(0차원 초구 = 크기 2의 이산 공간)일 때, 이를 초구 스펙트럼(영어: sphere spectrum)이라고 한다.

### 자유 직교 스펙트럼
임의의 유한 차원 {\displaystyle \mathbb {K} }-벡터 공간 {\displaystyle V}에 대하여, {\displaystyle V}차 성분을 고르는 함자
{\displaystyle U_{V}\colon \operatorname {Spectrum} _{G}\to \operatorname {CGWH} _{G}}
{\displaystyle U_{V}\colon X\mapsto X(V)}
가 존재한다. 이 함자는 왼쪽 수반 함자
{\displaystyle F_{V}\colon \operatorname {CGWH} _{G}\to \operatorname {Spectrum} _{G}}
{\displaystyle F_{V}\dashv U_{V}}
를 가지며, 구체적으로 
{\displaystyle (F_{V}X)(V\oplus W)=G(V\oplus W)_{+}\wedge _{G(W)}X\wedge {\widehat {W}}}
{\displaystyle (F_{V}X)(W)=\{\bullet \}\qquad (\dim W<\dim V)}
이다.:§7.1

### 톰 스펙트럼
실수에 대한 톰 스펙트럼 {\displaystyle \operatorname {MO} }은 자연스럽게 직교 스펙트럼을 이룬다. 마찬가지로 {\displaystyle \operatorname {MU} }는 유니터리 스펙트럼을 이룬다.